# Intertrigen candidal
L'intertrigen candidal o intertrigen candidòtic és una infecció de la pell per Candida albicans (una candidosi), més específicament situada entre els plecs de la pell (és, per tant, un intertrigen).